# Longitud

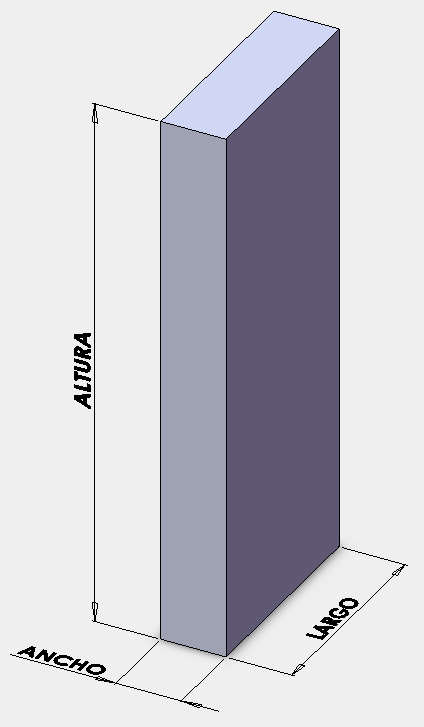
Un paralelepípedo rectangular mostrando los nombres de sus dimensiones, largo, ancho, y alto o altura.

Esquema elemental de posicionamiento espacial, consistente en un marco de referencia respecto a un origen dado.

La longitud es un concepto métrico definible para entidades geométricas sobre las que se ha definido una distancia. Más concretamente, dado un segmento, curva o línea fina, se puede definir su longitud a partir de la noción de distancia. Sin embargo, no debe confundirse longitud con distancia, ya que para una curva general (no para un segmento recto) la distancia entre dos puntos cualquiera de la misma es siempre inferior a la longitud de la curva comprendida entre esos dos puntos. Igualmente la noción matemática de longitud se puede identificar con la magnitud física que es determinada por la distancia física.
La longitud es una de las magnitudes físicas fundamentales, en tanto que no puede ser definida en términos de otras magnitudes que se pueden medir. En muchos sistemas de medida, la longitud es una magnitud fundamental, de la cual derivan otras.
La longitud es una medida de una dimensión (lineal; por ejemplo la distancia en m), mientras que el área es una medida de dos dimensiones (al cuadrado; por ejemplo m²), y el volumen es una medida de tres dimensiones (cúbica; por ejemplo m³).
Sin embargo, según la teoría especial de la relatividad (Albert Einstein, 1905), la longitud no es una propiedad intrínseca de ningún objeto dado que dos observadores podrían medir el mismo objeto y obtener resultados diferentes (contracción de Lorentz).
El largo o longitud dimensional de un objeto es la medida de su eje tridimensional y. Esta es la manera tradicional en que se nombraba la parte más larga de un objeto (en cuanto a su base horizontal y no su alto vertical). En coordenadas cartesianas bidimensionales, donde solo existen los ejes xy no se denomina «largo». Los valores x indican el ancho (eje horizontal), y los y el alto (eje vertical).

## Historia
Las mediciones han sido importantes desde que los seres humanos se establecieron, abandonando su estilo de vida nómada, y comenzó la agricultura, la construcción de asentamientos estables, ocupando el terreno y negociando con sus vecinos. Conforme la sociedad se ha vuelto más orientada hacia por la tecnología, se han requerido mayores precisiones en las medidas en un conjunto de campos que se incrementa cada vez más, desde la microelectrónica hasta las distancias interplanetarias.
Una de las unidades más antiguas de longitud fue el codo. El codo fue definido como la longitud del brazo desde la punta del dedo medio hasta el codo. Otras unidades menores fueron el pie (unidad), la mano y el dedo. El codo podía variar considerablemente debido a los diferentes tamaños entre una persona y otra.
Después de la publicación de la relatividad especial de Albert Einstein, la longitud no pudo ya verse como una magnitud invariante en todos los marcos de referencia. Por esta razón, una regla que mida un metro de longitud en un marco de referencia no medirá la misma cantidad en otro marco de referencia que se mueva a una velocidad relativa al primer marco. Esto significa que la longitud es variable, dependiendo del observador.

## Noción matemática
La noción de longitud se definió en primer lugar para segmentos rectos. La noción elemental de distancia euclídea sirvió para definir la longitud de un segmento recto, como la distancia entre sus extremos. El siguiente paso fue definir la longitud de una curva (círculo, elipse, etc); para estas nociones existía un procedimiento físico que consistía en enrollar un cordel inextensible alrededor de una figura curva, marcar cierto punto sobre el cordel y estirarlo de nuevo para medir la distancia recta a lo largo del mismo.

### Bidimensional
La moderna noción de longitud se basa fundamentalmente en la noción definida dentro de la geometría diferencial de curvas. Otra forma más próxima a la noción original de longitud es la aproximación de una curva diferenciable mediante una poligonal. Así, en la época de Arquímedes ya había sido posible determinar con mucha exactitud el perímetro de una circunferencia mediante sucesiones de polígonos inscritos y circunscritos a la circunferencia, dado que el perímetro de un polígono puede ser determinado a partir de triángulos y, en particular, usando el teorema de Pitágoras. El desarrollo del cálculo infinitesimal permitió extender la noción de longitud a curvas analíticas muy complicadas para las cuales no es sencillo aplicar los métodos de los antiguos matemáticos griegos de aproximación mediante poligonales.
Hasta el siglo XIX se asumió que la longitud de una curva acotada debía ser finita. Sin embargo, durante el siglo XIX, matemáticos como Karl Weierstraß encontraron que existen curvas continuas que no son diferenciables en ningún punto, y por tanto, para las cuales no está definida la noción de longitud empleada en la geometría diferencial. Posteriormente se demostró que curvas continuas como la curva de Koch son curvas cerradas que encierran un área finita, pero sin embargo son de longitud infinita (de hecho esta curva muestra que un área acotada puede estar delimitada por un perímetro de longitud infinita).

### Tridimensional
En coordenadas cartesianas tridimensionales (ejes x, y y z), el «largo», o «longitud dimensional» suele corresponder a las coordenadas y, mientras que el «ancho» y el «alto» a las x y las z, respectivamente. Dada una curva suave (diferenciable y de clase {\displaystyle C^{1}(\mathrm {I} )\,}), en {\displaystyle \mathbb {R} ^{3}} y dado su vector de posición {\displaystyle \mathbf {r} (t)} expresado mediante el parámetro t; 
{\displaystyle \mathbf {r} (t)=x(t)\mathbf {i} +y(t)\mathbf {j} +z(t)\mathbf {k} \qquad t\in [a,b]\,}
se define el llamado parámetro de arco s como:

{\displaystyle s=\phi (t)=\int _{a}^{t}{\sqrt {\left[x'(\tau )\right]^{2}+\left[y'(\tau )\right]^{2}+\left[z'(\tau )\right]^{2}}}\,d\tau }
La cual se puede expresar también de la siguiente forma, que resulta más fácil de recordar
{\displaystyle s=\phi (t)=\int _{a}^{t}{\left\Vert \mathbf {r} '(\tau )\right\|}d\tau }
Lo cual permite reparametrizar la curva de la siguiente manera:

{\displaystyle \mathbf {\tilde {r}} (s)=\left({\tilde {x}}(s),{\tilde {y}}(s),{\tilde {z}}(s)\right)}

donde

{\displaystyle {\tilde {x}}(\phi (t))=x(t),\qquad {\tilde {y}}(\phi (t))=y(t),\qquad {\tilde {z}}(\phi (t))=z(t)}

son las relaciones entre las dos parametrizaciones.

## Noción física
En mecánica clásica la noción de longitud se consideró una noción absoluta independiente del observador. Además, si bien las geometrías no euclídeas eran conocidas desde principio del siglo XIX, nadie asumió seriamente que la geometría del espacio físico pudiera ser otra que la del espacio euclídeo hasta al menos finales del siglo XIX. Algunos trabajos de los matemáticos Riemann, Poincaré y el físico Lorentz empezaron a poner en duda la noción clásica de la longitud como magnitud invariante independiente del observador.
Posteriormente la teoría de la relatividad general de Albert Einstein fue la primera teoría física importante que rechaza explícitamente la noción de que un observador estático en presencia de cuerpos físicos masivos pueda asumir que la geometría del espacio sea euclídea. Sin embargo, aún en la teoría de la relatividad se asume que el espacio dado a un observador, aunque no fuera globalmente euclídeo sí es localmente euclídeo.
Durante el siglo XX, la teoría cuántica de campos llevó incluso a especular sobre si la naturaleza del espacio-tiempo era localmente euclídea, ya que para escalas muy pequeñas del orden de la longitud de Planck pudiera darse el caso de que la noción de distancia matemática no estuviera bien definida, y a esas escalas los modelos de espacio euclídeo o de variedad riemanninana podrían ser sencillamente inadecuados.

## Unidades de longitud
Existen distintos tipos de  unidades de medida que son utilizadas para medir la longitud, y otras que lo fueron en el pasado. Las unidades de medida se pueden basar en la longitud de diferentes partes del cuerpo humano, en la distancia recorrida en número de pasos, en la distancia entre puntos de referencia o puntos conocidos de la Tierra, o arbitrariamente en la longitud de un determinado objeto.
En el Sistema Internacional (SI), la unidad básica de longitud es el metro, y hoy en día se significa en términos de la velocidad de la luz. El centímetro y el kilómetro derivan del metro, y son unidades utilizadas habitualmente.
Las unidades que se utilizan para expresar distancias en la inmensidad del espacio (astronomía) son mucho más grandes que las que se utilizan habitualmente en la Tierra, y son (entre otras): la unidad astronómica, el año luz y el pársec.
Por otra parte, las unidades que se utilizan para medir distancias muy pequeñas, como en el campo de la química o la física atómica, incluyen el micrómetro, el ångström, el radio de Bohr y la longitud de Planck.

## Utilización de la longitud

### Longitud  de un arco
En geometría, a menudo se busca calcular la longitud de las curvas. Esto permite, por ejemplo, determinar las dimensiones de un objeto a partir del plano, para posibilitar su construcción. Por ejemplo, para construir un tanque cilíndrico, se necesita saber la longitud de la chapa que se va a laminar para formar la carcasa (el cuerpo central).

### Longitud de un objeto

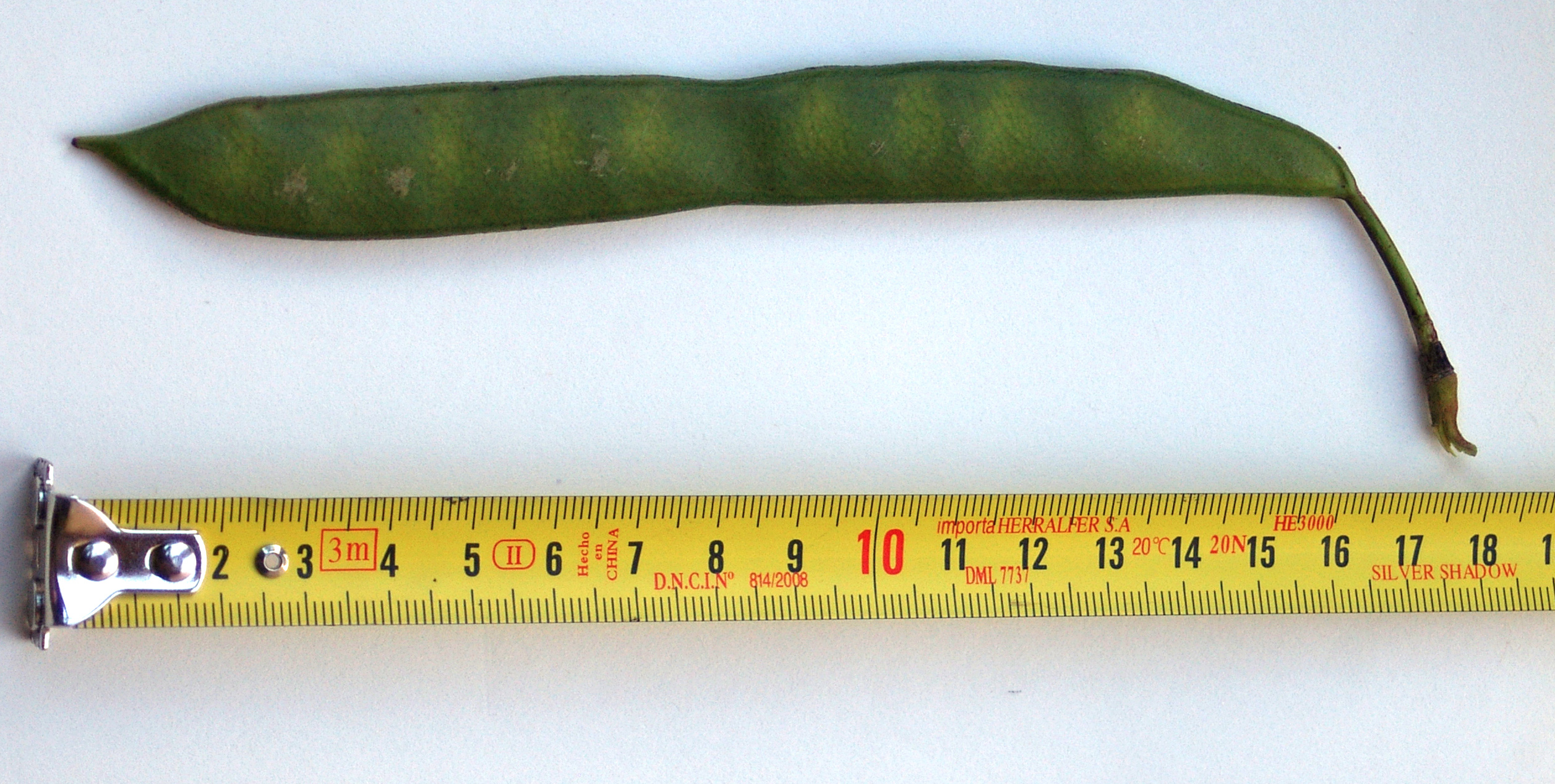
Para medir la longitud de un objeto se toma una “longitud total” en línea recta, a lo largo del eje del objeto, si lo hay.

Se toma una “longitud total” en línea recta, a lo largo del eje del objeto, si lo hay.
La longitud de un objeto es la distancia entre sus dos extremos más alejados. Cuando el objeto tiene forma de hilo o de lazo, su longitud es la del objeto completamente expandido.
La longitud de un objeto es perpendicular a su anchura.
La longitud de un objeto nos permite apreciar su tamaño. La longitud es una dimensión espacial, que puede medirse utilizando unidades, como las identificadas por el Sistema Internacional de Unidades: el metro y sus múltiplos o submúltiplos.
La longitud de un objeto físico no es una propiedad intrínseca; puede depender de la temperatura, la presión, la velocidad, etc.

## Instrumentos de medida de la longitud
- Bloque patrón (metrología)
- Calibre (instrumento)
- Micrómetro (instrumento)
- Distanciómetro
- Telémetro láser

## Otras geometrías
En otras geometrías, la longitud puede medirse a lo largo de trayectorias posiblemente curvas, llamadas geodésicas. La geometría de Riemann, utilizada en la relatividad general, es un ejemplo de este tipo de geometría. En la geometría esférica, la longitud se mide a lo largo de los círculos máximos de la esfera, y la distancia entre dos puntos de la esfera es la menor de las dos longitudes del círculo máximo, que está determinada por el plano que pasa por los dos puntos y el centro de la esfera.

## Teoría de grafos
En un grafo no ponderado, la longitud de un ciclo, camino es el número de aristas (edges) que utiliza. En un grafo ponderado, puede ser la suma de los pesos de las aristas que utiliza.
La longitud se utiliza para definir la trayectoria más corta, la cintura (longitud de ciclo más corta) y la trayectoria más larga entre dos vértices de un grafo.

## Tipos
| - Altura (geometría) - Ancho - Dimensión - Distancia - Distancia geográfica | - Distanciómetro - Espacio métrico - Medida de Lebesgue - Longitud de arco - Longitud recíproca | - Medición - Metrología - Órdenes de magnitud (longitud) - Perspectiva - Tridimensional |